# Edern, Finistère

Edern este o comună în departamentul Finistère, Franța. În 1 ianuarie 2022 avea o populație de 2.199 de locuitori.